# Șpendivka, Kaharlîk
Șpendivka (în ucraineană Шпендівка) este o comună în raionul Kaharlîk, regiunea Kiev, Ucraina, formată numai din satul de reședință.

## Demografie
Componența lingvistică a comunei Șpendivka
     Ucraineană (98,08%)
     Rusă (1,78%)
     Alte limbi (0,14%)
Conform recensământului din 2001, majoritatea populației comunei Șpendivka era vorbitoare de ucraineană (98,08%), existând în minoritate și vorbitori de rusă (1,78%).